# Абдельрахман Самех
Абдельрахман Самех (9 березня 2000) — єгипетський плавець. Учасник Чемпіонату світу з водних видів спорту 2022 де на дистанціях 50 метрів вільним стилем і 50 метрів батерфляєм посів, відповідно, 50-те і 23-тє місця, і не потрапив до півфіналів.